# L'Été en pente douce
Pour plus de détails, voir Fiche technique et Distribution.
L'Été en pente douce est un film français réalisé par Gérard Krawczyk, d'après un roman homonyme de Pierre Pelot, et sorti en 1987.

## Synopsis
Fane (Jean-Pierre Bacri) vit dans une cité péri-urbaine défavorisée. Il travaille comme manutentionnaire dans un supermarché. À la suite de la mort de sa mère, il décide de s'installer dans la maison familiale, dans un village du sud-ouest de la France, et d'y écrire des romans policiers. Il part accompagné de Lilas (Pauline Lafont), qui était la concubine victime de violence conjugale de l'un de ses voisins et amis. Il prend aussi dans sa nouvelle demeure son frère handicapé mental, Mo (Jacques Villeret), qui refuse de retourner en hôpital psychiatrique.
La vie de la maisonnée se révèle rapidement compliquée, d'une part en raison du comportement infantile de Mo, mais surtout à cause de la personnalité étrange de Lilas. De plus, les frères Voke, Olivier (Jean Bouise) et André (Guy Marchand), propriétaires du garage voisin, ont des vues sur la maison qui leur permettrait de s’agrandir. André lorgne aussi sur Lilas. De son côté, l'ancien ami de Lilas a des regrets et voudrait bien renouer avec elle.
Forcé d'admettre qu'écrire des romans n'est pas aussi facile qu'il le croyait, Fane a alors une autre idée. Il décide de rouvrir le bar que tenait sa mère, avec l'aide de Mo et de Lilas, qu'il va épouser. Malheureusement, les frères Voke sont prêts à tout pour leur mettre des bâtons dans les roues.

## Fiche technique
- Réalisation : Gérard Krawczyk
- Scénario : Gérard Krawczyk et Jean-Paul Lilienfeld
- Musique : Roland Vincent
- Décors : Jacques Dugied
- Photographie : Michel Cenêt
- Montage : Marie-Josèphe Yoyotte
- Production : Jean-Marie Duprez, Pascal Hommais et Jean-François Lepetit
  - Production déléguée : Jacques Dugied
- Pays d'origine :  France
- Genre : comédie dramatique
- Durée : 96 minutes
- Date de sortie : 29 avril 1987

## Distribution
- Jacques Villeret : Maurice Leheurt, dit Mo
- Jean-Pierre Bacri : Stéphane Leheurt, dit Fane
- Pauline Lafont : Lilas
- Jean Bouise : Olivier Voke
- Guy Marchand : André Voke
- Jean-Paul Lilienfeld : Claude Shawenhick, l'ex de Lilas
- Jacques Mathou : Jeannot
- Claude Chabrol : le prêtre
- Patrick Braoudé : l'un des personnels de la gendarmerie
- Georges Vaur : M. Bressoul, le banquier du Crédit agricole
- Dominique Besnehard : le notaire
- Charles Varel : le manutentionnaire
- Andrée Laberty : madame Castillon

## Production
Dans une interview, le réalisateur a confié avoir songé à Coluche pour interpréter le rôle principal, mais celui-ci est mort avant le tournage. Au tout début du film, on peut voir, sur la porte du casier de Fane, une photo de Coluche.
Le tournage se déroula en août et septembre 1986 à Martres-Tolosane, Cazères et Muret, en Haute-Garonne, à une soixantaine de kilomètres de Toulouse.

## Autour du film

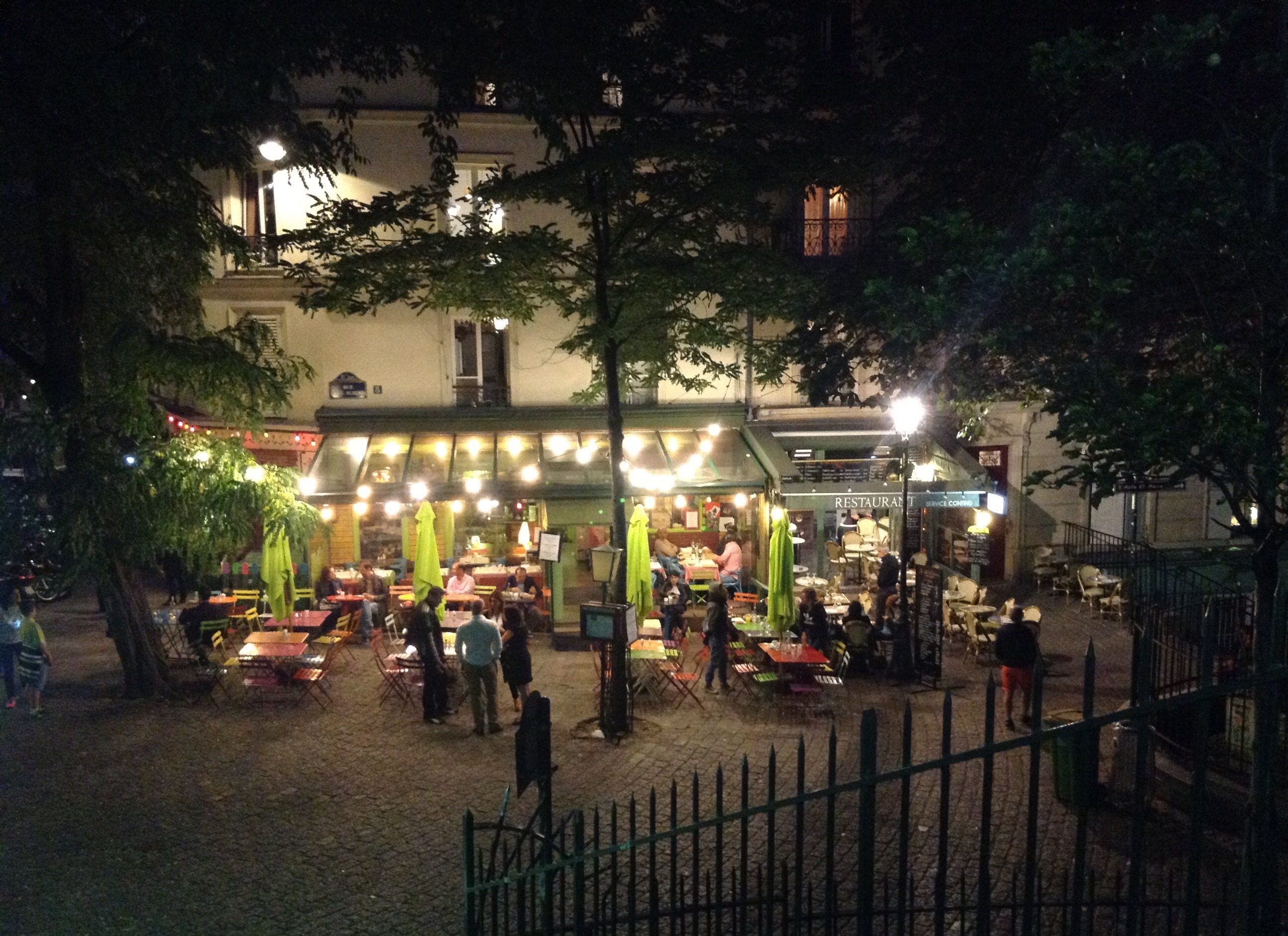
L'Été en pente douce, restaurant situé rue Paul-Albert, au bas de l'escalier de la rue Maurice-Utrillo à Paris.

- Le film est une adaptation du roman du même nom de Pierre Pelot, paru en 1980[5].
- En 2017, le récit est cette fois reproduit en bande dessinée, réécrit par le romancier et illustré par Jean-Christophe Chauzy[5],[6],[7],[8]
- Le titre du film a également donné son nom à un café-restaurant situé rue Paul-Albert à Montmartre, au pied de la rue Maurice-Utrillo.
- Dans le film, Olivier et André cherchent à réunir les deux bâtiments de leur garage. Depuis le tournage, cette opération a été finalement réalisée par son véritable propriétaire.
- On peut constater que la doublure nue de dos de Pauline Lafont n'a pas la même taille que celle-ci[réf. nécessaire].